# Cleveland Robinson
Pour les articles homonymes, voir Robinson.
Cleveland Lowellyn « Cleve » Robinson, né le 12 décembre 1914 à Swabys Hope en Jamaïque et mort le 23 août 1995 à New York, est un militant des droits civiques et syndicaliste américain.

## Biographie
Il est notamment connu pour avoir participé à l'organisation de la Marche sur Washington pour le travail et la liberté.